# 莎夏·克莱门茨
莎夏·克莱门茨（英語：Sasha Clements，1990年3月14日—），生于加拿大安大略省，加拿大女演員，约克大学校友。她于2000年代早期开始表演事业。

## 影視作品
- 2005：《冰雪女王》
- 2011：《菜鸟警察》
- 2012：《妖女迷行》
- 2014：How to Build a Better Boy
- 2015：Open Heart
- 2015：Degrassi Don't Look Back
- 2017：From Straight A's to XXX

## 外部連結
- 莎夏·克莱门茨在互联网电影资料库（IMDb）上的資料（英文）